# Amanayé
Gli Amanayé sono un gruppo etnico del Brasile che ha una popolazione stimata in circa 87 individui (2002). Questo gruppo etnico parla la lingua Amanaye (codice: AMA) ed è principalmente di fede animista.
Il nome apparentemente significa "associazione di persone". Parte degli Amanayé possono denominarsi con il termine "Ararandeuara", in riferimento al corso d'acqua vicino a cui vivono.

## Posizione
Vivono nei pressi del fiume Capim nella città di São Domingos do Capim, nello stato brasiliano del Pará.

## Storia
Gli Amanye sono stati contattati nel 1755, ma per lungo tempo hanno evitato i missionari. Nonostante questo, la maggior parte della etnia originale si dissolse nella popolazione meticcia (mestizo) nel XX secolo.
Sono stati menzionati per la prima volta quando risiedevano ancora in quella che probabilmente è la loro zona di origine, il fiume Pindaré. Graxie a un accordo con padre David Fay, missionario tra i Guajajara, vennero convinti a trasferirsi in un villaggio insieme con i Guajajara, i loro nemici tradizionali. Poco dopo, parte del gruppo si spostò presso il fiume Alpercatas, al confine tra Maranhão e Piauí, stabilendosi nei pressi del villaggio di Santo Antônio. Nel 1815 del gruppo di Santo Antônio solo 20 Amanaye erano rimasti, mescolati con i neri. Gli altri Amanaye stabilitisi lungo il fiume Alpercatas continuarono a migrare raggiungendo poi Piauí nel 1763.
Nel XIX secolo la loro popolazione raggiunse un totale stimato tra i 300 e i 400 individui stanziati in tre villaggi lungo il fiume Caju-Apara. Nel 1873, gli Amanayé uccisero un missionario, Cândido de Heremence, e un ingegnere belga che si trovava nella zona. Le seguenti ritorsioni li costrinsero a nascondersi nei pressi del fiume Ararandeua; alcuni di loro cominciarono ad identificarsi come Ararandeuara o come Turiwara per mascherare la loro identità.
Nel 1880, gli Amanayé uccisero un gruppo di Tembe e Turiwara. Da quel periodo in poi le uniche notizie pervenuteci provengono da alcuni etnologi del Serviço Nacional do Indio che visitarono brevemente la comunità. Si pensa che la maggioranza del gruppo sia poi rimasta sul fiume Capim, Nel 1910 un ispettore del servizio di protezione degli indios si imbatté in un piccolo gruppo di Amanayé guidato da una donna nei pressi del fiume Ararandeua. In seguito anche ad alcuni scontri tra gli Amanayé e altri gruppi di indios stanziati nei pressi del fiume Capim, negli anni cinquanta fu creata una riserva lungo il fiume Candiru-Açu.